# 312 Pierretta
312 Pierretta је астероид главног астероидног појаса са пречником од приближно 49,96 km.
Афел астероида је на удаљености од 3,229 астрономских јединица (АЈ) од Сунца, а перихел на 2,334 АЈ.
Ексцентрицитет орбите износи 0,160, инклинација (нагиб) орбите у односу на раван еклиптике 9,033 степени, а орбитални период износи 1694,842 дана (4,640 године).
Апсолутна магнитуда астероида је 8,89 а геометријски албедо 0,196.
Астероид је откривен 28. августа 1891. године.